# Sidney Gutierrez
Sidney Gutierrez (ur. 27 czerwca 1951 w Albuquerque) – amerykański astronauta.

## Życiorys
W 1969 ukończył szkołę w Albuquerque, a w 1974 inżynierię aeronautyczną w United States Air Force Academy, w 1977 został magistrem zarządzania w Webster College. Wykonał ponad 550 skoków spadochronowych, ukończył kurs pilotażu w Laughlin Air Force Base w Del Rio w Teksasie, 1975-1977 był instruktorem lotniczym, 1978-1981 służył w Holloman Air Force Base w Alamogordo. W 1981 szkolił się na pilota doświadczalnego. Ma wylatane ponad 4500 godzin. 23 maja 1984 został wybrany przez NASA kandydatem na astronautę, zakwalifikował się jako astronauta w czerwcu 1985. Podczas katastrofy Challengera w 1986 pracował w administracji lotów kosmicznych w kwaterze głównej NASA, w 1989 był kontrolerem lotów w Centrum Kosmicznym im. Johna F. Kennedy’ego na Florydzie podczas misji STS-28, STS-30, STS-32, STS-33 i STS-34.
Od 5 do 14 czerwca 1991 był pilotem misji STS-40 z laboratorium Spacelab SLS-1 (Space Life Sciences) trwającej 9 dni, 2 godziny i 14 minut; start nastąpił z Centrum Kosmicznym im. Johna F. Kennedy'ego na Florydzie, a lądowanie w Edwards Air Force Base w Kalifornii. Od 9 do 20 kwietnia 1994 był dowódcą misji STS-59 trwającej 11 dni, 5 godzin i 49 minut. Był to lot z radarem SRL-1 (Space Radar Laboratory), za pomocą którego wykonano mapy dziesiątki milionów kilometrów kwadratowych powierzchni Ziemi. Łącznie Gutierrez spędził w kosmosie 20 dni, 8 godzin i 3 minuty.
Opuścił NASA 3 sierpnia 1994.